# Les Martres-de-Veyre
Les Martres-de-Veyre település Franciaországban, Puy-de-Dôme megyében. Lakosainak száma 3786 fő (2022. január 1.). Les Martres-de-Veyre Le Cendre, Corent, Mirefleurs, Orcet, La Roche-Noire, Saint-Maurice, Veyre-Monton és Vic-le-Comte községekkel határos.

## Népesség
A település népességének változása:
| Lakosok száma | 3935 | 3949 | 4030 | 3976 | 3985 | 3984 | 3941 | 3863 | 3786 |
|               | 2013 | 2015 | 2016 | 2017 | 2018 | 2019 | 2020 | 2021 | 2022 |